# Powiatul Brzesko
Județul Brzesko (în poloneză Powiat brzeski) este o unitate teritorial-administrativă și administrație locală (powiat) în voievodatul Polonia Mică, sudul Poloniei.
Județul a fost înființat în data de 1 ianuarie 1999 ca rezultat al reformelor poloneze locale adoptate în anul 1998. Sediul administrativ al județului și cel mai mare oraș este Brzesko care se află la 50 km de capitala regională Cracovia. În județ mai există un singur oraș Czchów, care se află la 14 km spre sud de Brzesko.
Județul are o suprafață de 590 kilometri pătrați. În anul 2006 populația totală era de 90.214 locuitori, din care populația din Brzesko 16.827, a orașului Czchów era 2.207, iar populația rurală era de 71.180 persoane.

## Județe învecinate
Județul Brzesko se învecinează în:
- la est de județul Tarnów
- la sud de județul Nowy Sącz și județul Limanowa
- la vest de județul Bochnia
- la nord-vest de județul Proszowice

## Diviziunie administrative
Județul este împărțit în șapte comune (gmina)  (două urban-rurale și cinci rurale). Acestea sunt prezentate în tabelul de mai jos, în ordinea descrescătoare a populației.
| Comună           | Tip          | Suprafața (km²) | Populația (2006) | Sediu admin |
| Comuna Brzesko   | urban-rurală | 102.6           | 35,438           | Brzesko     |
| Comuna Dębno     | rurală       | 81.5            | 13,965           | Dębno       |
| Comuna Szczurowa | rurală       | 134.6           | 9,846            | Szczurowa   |
| Comuna Czchów    | urban-rurală | 66.5            | 9,195            | Czchów      |
| Comuna Borzęcin  | rurală       | 102.7           | 8,373            | Borzęcin    |
| Comuna Gnojnik   | rurală       | 54.9            | 7,336            | Gnojnik     |
| Comuna Iwkowa    | rurală       | 47.2            | 6,061            | Iwkowa      |